# Дропси, Доминик
Домини́к Дропси́ (фр. Dominique Dropsy; 9 декабря 1951, Лёз — 7 октября 2015, Blanquefort) — французский футболист, вратарь.
Сыграл 17 матчей за сборную Франции (1978—1981). Участник чемпионата мира 1978 года в Аргентине, сыграл один матч (единственная победа французов на том чемпионате над сборной Венгрии — 3:1).
В высшем дивизионе чемпионата Франции сыграл 596 матчей за «Валансьен», «Страсбур» и «Бордо». На момент окончания карьеры был рекордсменом по количеству матчей в чемпиноате Франции. Позднее Дропси по количеству матчей опередили два других вратаря — Микаэлю Ландро (618 игр) и Жан-Люк Эттори (602).
Завершил карьеру в 1990 году.
Сын Доминика Дамьен Дропси (фр. Damien Dropsy; род. 1983) — голкипер резервной команды «Бордо».

## Достижения
- Трёхкратный чемпион Франции (1979, 1985 и 1987)
- Двукратный обладатель Кубка Франции (1986 и 1987)
- Полуфиналист Кубка чемпионов 1984/85
- Полуфиналист Кубка кубков 1986/87